# Penya Almogàvers
La Penya Almogàvers és una penya oficial del FC Barcelona. La seva filosofia és ben clara, animar al Barça, però també defensar Catalunya, la llengua i cultura catalana, sempre des d'una vessant practicant de la no violència i de la defensa dels valors de barcelonisme, catalanitat, antifeixisme i antiracisme.
En els seus primers anys van estar a Gol Nord de l'estadi del Camp Nou, i a la temporada 1998/99 es van desplaçar a la primera graderia de gol sud de l'estadi. Actualment, des de la temporada 2016/17, estan situats a l'Espai d'Animació (EdA), a primera graderia del Gol Nord, juntament amb altres grups d'animació que donen suport al Barça.
L'origen del nom de la Penya Almogàvers surt a partir del 10 de maig de 1988 després que el Barça acabés de guanyar la Recopa a Berna contra la UC Sampdoria d'Itàlia. Una colla d'amics que van anar junts a la final va quedar molt sorpresa per la manera que com animaven els tifosi italians, i partir d'aquest partit, aquests amics van decidir imitar aquest ambient en el Camp Nou i crear un grup d'animació. Durant les xerrades de creació del nou grup i dels comentaris de la final, algú va dir "hem conquerit Europa com els almogàvers". I així va sortir el nom.